# Endovélico
Endovélico é uma divindade Céltica da Idade do Ferro venerada na Lusitânia pré-romana.

Deus da medicina e da segurança, de carácter simultaneamente solar e ctónico, depois da invasão romana seu culto espalhou-se pela maioria do Império Romano, subsistindo por meio da sua identificação com Esculápio ou Asclépio, mas manteve-se sempre mais popular na Península Ibérica, mais propriamente nas províncias romanas da Lusitânia e Bética.
Endovélico tem um templo em São Miguel da Mota, no Alentejo, em Portugal, e existem numerosas inscrições e ex-votos dedicados a ele no Museu Nacional de Etnologia. O culto de Endovélico sobreviveu até ao século V, até que o cristianismo se espalhou na região.